# 253536 Tymchenko
253536 Tymchenko este un asteroid din centura principală de asteroizi.

## Descriere
253536 Tymchenko este un asteroid din centura principală de asteroizi. A fost descoperit pe 22 septembrie 2003 la observatorul astronomic din Andrușivka. Asteroidul prezintă o orbită caracterizată de o semiaxă mare de 2,26 ua, o excentricitate de 0,04 și o înclinație de 5,6° în raport cu ecliptica.